# Хилдебранд Трухзес фон Ветцхаузен
Хилдебранд Трухзес фон Ветцхаузен (на немски: Hildebrand Truchsess von Wetzhausen; † 1522) е благородник от стария франкски рицарски род „Трухзес (трушсес) на Ветцаузен“ близо до Швайнфурт в Долна Франкония в Бавария.
Той е син (единадесетото дете) на Филип Трухзес фон Ветцхаузен (1464 – 1517) и съпругата му Кунигунда фон Тюнген († 1509), дъщеря на рицар Хилпрант III фон Тюнген († 1492?) и втората му съпруга Анна фон Хутен († сл. 1469/сл. 1471). Брат е на Балтазар Трухзес фон Ветцхаузен († 1541).

## Фамилия
Хилдебранд Трухзес фон Ветцхаузен се жени за Бригита фон Леонрод (* 16 октомври 1439/20 октомври 1504), вдовица на Ханс фон Щайн цу Алтенщайн († 1508), дъщеря на Ханс фон Леонрод (1439 – 1504) и втората му съпруга Вероника фон Райн. Те имат три дъщери:
- Анна (1520 – 1562), омъжена за Панкрациус фон Шьофщал († 1564)
- Маргарета (* 1521), омъжена за Йохан Франц Грос фон Трокау (* сл. 1486)
- Доротея (* 1522; † 29 август 1598), омъжена I. за Конрад фон Кратценщайн, II. (1539) за Франц Шримпф фон Берг († 1561)

Вдовицата му Бригита фон Леонрод се омъжва трети път за Хиронимус Маршал фон Остхайм († 1556), син на Карл Маршал фон Остхайм († сл. 1507) и Доротея фон Лихтенщайн (* сл.1506).